# Ctimene deceptrix
Ctimene deceptrix är en fjärilsart som beskrevs av Louis Beethoven Prout 1931. Ctimene deceptrix ingår i släktet Ctimene och familjen mätare. Inga underarter finns listade i Catalogue of Life.